# Saxifraga harry-smithii
Saxifraga harry-smithii är en stenbräckeväxtart som beskrevs av B.M. Wadhwa. Saxifraga harry-smithii ingår i Bräckesläktet som ingår i familjen stenbräckeväxter. Inga underarter finns listade i Catalogue of Life.